# Gabriele Friderich

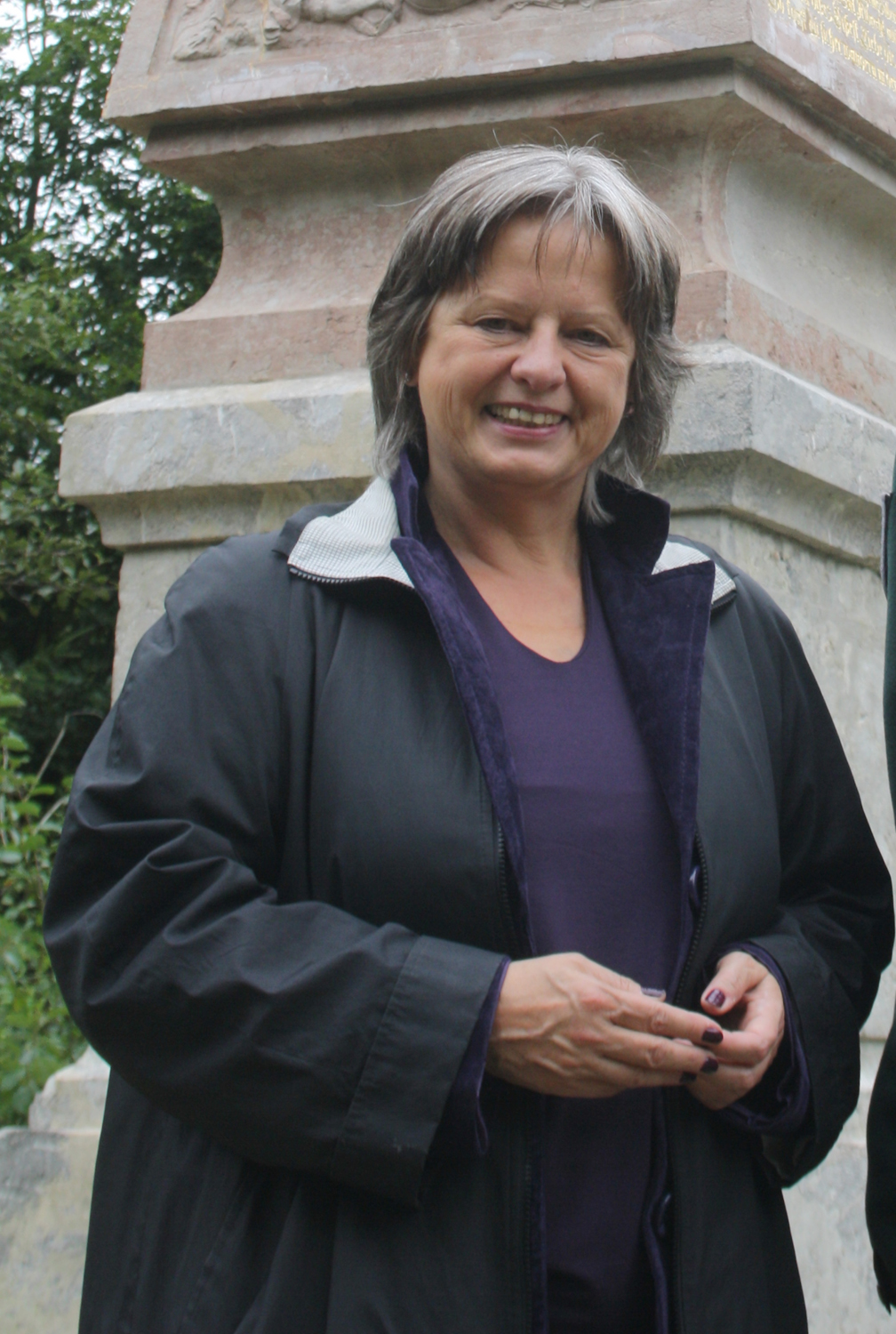
Gabriele Friderich (2010)

Gabriele Friderich (* 31. Juli 1952 in Berlin) ist eine deutsche Geografin und war Kommunalbeamtin in München und Staatsrätin (Die Grünen) beim Senator für Umwelt, Bau und Verkehr in Bremen.

## Biografie
Friderich studierte nach dem Abitur bis 1984 Geografie, Städtebau, Raumordnung und Landesplanung an der Technischen Universität München. 
Sie war dann unter anderem Fraktionsassistentin der Grünen in München, wurde persönliche Mitarbeiterin des Kommunalreferenten und arbeitete im Planungsreferat. Von 1990 bis 1996 war sie  ehrenamtliche Stadträtin in München.
1998 wurde sie zur Kommunalreferentin gewählt und zuständig für die Immobilien, die Abfallwirtschaft, das Vermessungsamt und auch für die Münchner Märkte.
Friderich wurde zum September 2011 zur Staatsrätin für den Bereich Umwelt beim Bremer Senator für Umwelt, Bau und Verkehr Joachim Lohse (Die Grünen) berufen. Sie übernahm die Bereiche Umwelt und Zentrales im Senatsressort, während Staatsrat Wolfgang Golasowski die Bereiche Bau und Verkehr leitete. Ab September 2015 leitete sie die Bereiche Bau und Verkehr; Ronny Meyer übernahm ihren bisherigen Zuständigkeitsbereich. Mitte 2017 ging Friderich in den Ruhestand; Jens Deutschendorf wurde ihr Nachfolger.
Friderich hat eine Tochter.